# Museum of Modern Art
Het Museum of Modern Art (MoMA) is gevestigd in Manhattan in New York en is een van de meest toonaangevende musea voor moderne en hedendaagse kunst ter wereld.
De collectie bestaat uit schilderkunst van de 20e eeuw en beeldhouwkunst van de 20e eeuw, films en foto's en een uitgebreide collectie boeken.
Het MoMA ligt in de buurt van het Metropolitan Museum of Art, dat een aanzienlijk breder kunstspectrum tentoonstelt.

## De geschiedenis
Het idee voor een museum dat zich uitsluitend toelegt op het verzamelen en tentoonstellen van moderne kunst ontstond in 1928. Het geldt in dit opzicht als het oudste en belangrijkste museum voor moderne en hedendaagse kunst ter wereld. Het kreeg vorm door het mecenaat van gefortuneerde burgers zoals Abby Aldrich Rockefeller die wilden afrekenen met de hegemonie van de traditionele musea voor Schone Kunsten. Deze groep verlichte burgers droomden ervan het publiek te enthousiasmeren voor de nieuwe kunststromingen die het uitzicht van de kunst grondig veranderden. Het museum werd in zijn eerste behuizing geopend in 1929 en begon met een tentoonstelling met werken van Vincent van Gogh, Salvador Dalí, Paul Gauguin, Paul Cézanne en Georges Seurat. Het idee had zodanig succes dat het mettertijd weerklank kreeg in alle grote steden ter wereld. De MOMA-collectie omvat in 2007 meer dan 150 000 schilderijen, beelden en foto's, 22 000 films en filmstills en 300 000 boekwerken.
Enkele topstukken zoals De sterrennacht van Vincent van Gogh, Les Demoiselles d'Avignon van Pablo Picasso en het Fietswiel van Marcel Duchamp kan je er dagelijks gaan bekijken. Het museum bewaart ook werk van Belgische kunstenaars zoals James Ensor, René Magritte, Marcel Broodthaers en Luc Tuymans.
In januari 2008 opent Jan De Cock er als eerste levende Belgische kunstenaar een tentoonstelling met als titel Denkmal 11, Museum of Modern Art, West 53 Street 11, New York.

## Het gebouw
Het gebouw werd in de internationale stijl ontworpen door de modernistische architecten Philip S. Goodwin en Edward Durell Stone en opengesteld voor het publiek in 1939. Rond het jaar 2000 vond er een grootschalige renovatie plaats. Het ontwerp daarvoor was van de Japanse architect Yoshio Taniguchi. Delen van de collectie werden in deze periode 'op tournee' gestuurd, zodat in het jaar 2004 tweehonderd van de belangrijkste werken uit de collectie te zien waren in de Neue Nationalgalerie in Berlijn.

## Enkele hoogtepunten uit de collectie

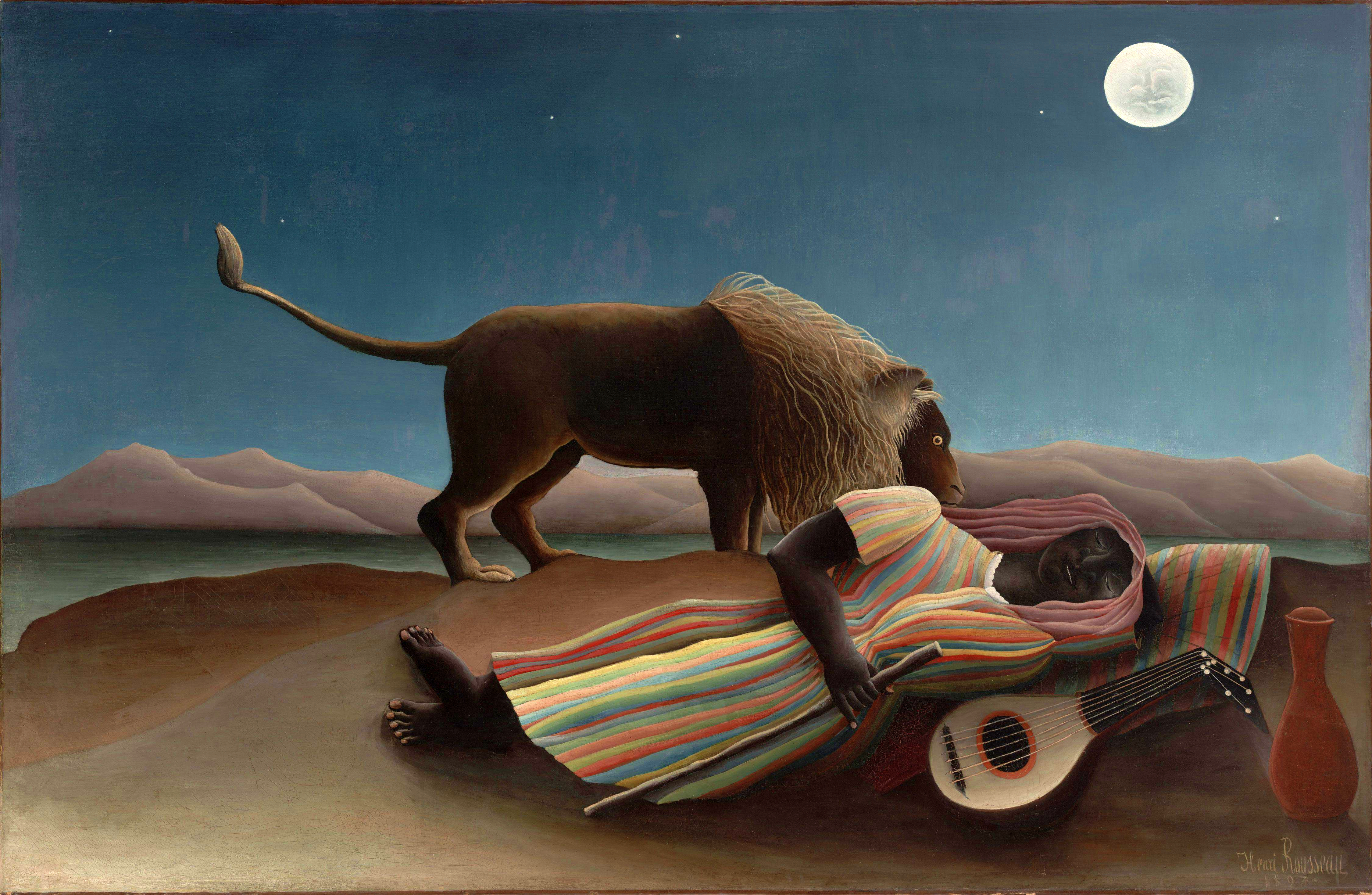
Slapende zigeunerin van Henri Rousseau
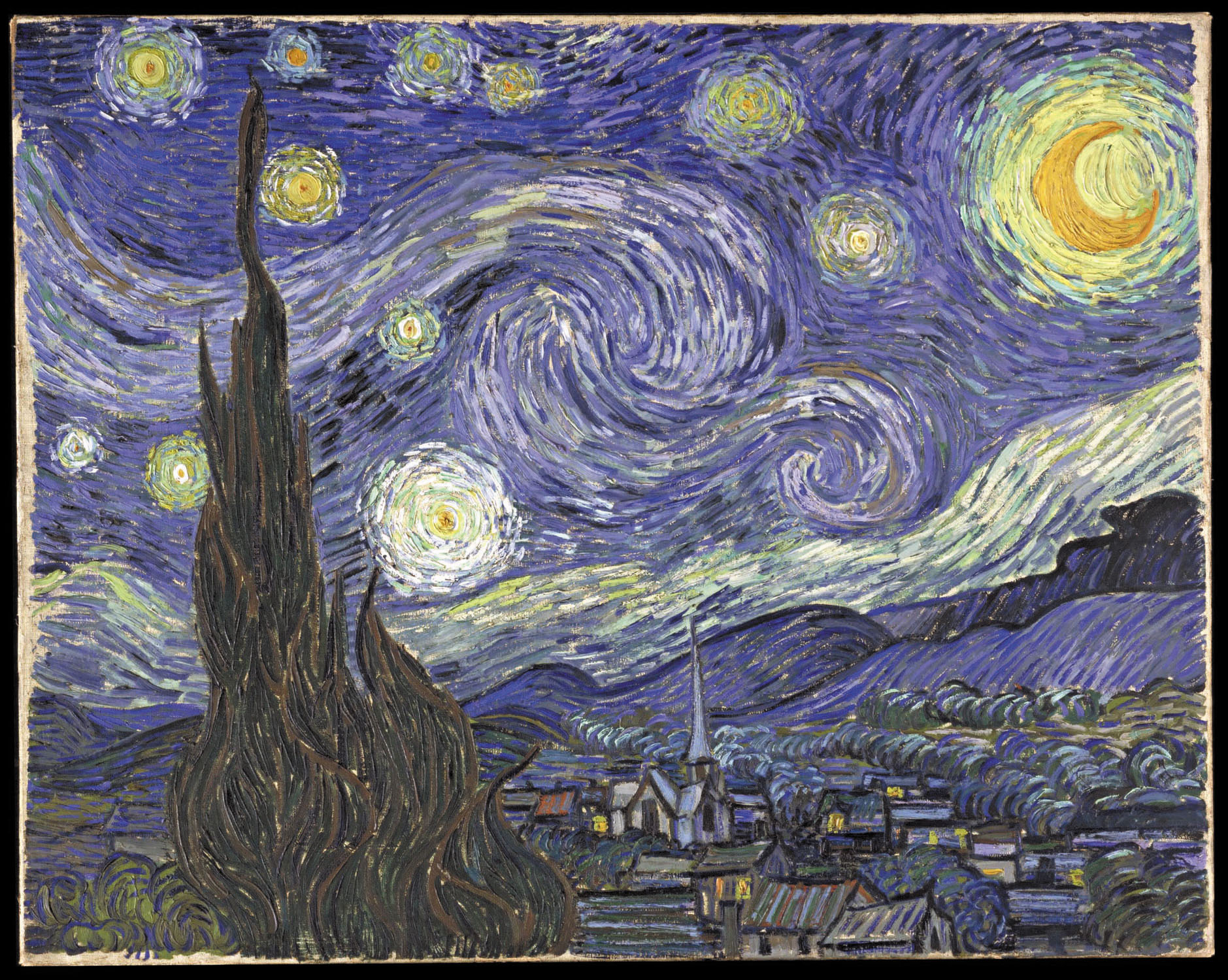
De sterrennacht van Vincent van Gogh

## Stromingen
De belangrijkste kunststromingen en schilderstijlen in het Museum of Modern Art zijn:
- Symbolisme
- Fauvisme
- Primitivisme
- Futurisme
- Suprematisme

## Collectie
De collectie bestaat uit verschillende afdelingen zoals:
- Architectuur en Design
- Tekeningen
- Film en Media
- Schilderkunst en beeldhouwkunst
- Fotografie
- Prenten en Boeken

## Afdeling Schilderkunst
Het museum heeft een collectie met een groot aantal toonaangevende schilderijen en (meesterwerken) van bekende kunstschilders, vooral uit de 19e en 20e eeuw. De schilderijen zijn van kunstenaars uit de hele wereld, waaronder:
- Francis Bacon
- Paul Cézanne
- Vincent van Gogh
- Edward Hopper
- Jasper Johns
- Piet Mondriaan
- Claude Monet
- Pablo Picasso
- Jackson Pollock
- Georges Seurat
- Andy Warhol
- Salvador Dalí

## Schilderijen in het Museum of Modern Art
Voorbeelden van enkele schilderijen van bekende kunstenaars zijn:
- De Bader (1885) van Paul Cézanne
- Avond (1886) van Georges Seurat
- De sterrennacht (1889) van Vincent van Gogh
- Waterlelies van Claude Monet
- Dance van Henri Matisse
- Les Demoiselles d'Avignon (1907) van Pablo Picasso
- Compositie VIII (De koe) (1918?), Ritme van een Russische dans (1918) en Simultane contracompositie (1930) van Theo van Doesburg
- Broadway Boogie Woogie (1942–1943) van Piet Mondriaan
- Painting (1946) van Francis Bacon

## Moderne Kunst in het Museum of Modern Art
Naast de hierboven genoemde moderne kunst bevinden zich in de collectie ook kunstwerken uit de postmoderne periode en belangrijke hedendaagse kunstwerken van kunstenaars als Roby Horn, Koen Theys, Marlene Dumas en Luc Tuymans.
Het MoMA herbergde voorheen het grote en bekende werk Guernica van Pablo Picasso, totdat dit antifascistische werk in 1986 terugkon naar een democratisch Spanje. Nu hangt het in het Museo Nacional Centro de Arte Reina Sofía in Madrid.
Ook de kunsten van verschillende designers zijn hier te zien zoals die van Jacob Jensen en Richard Hutten.

## Afdeling Beeldhouwkunst
Ook bevat de collectie van het Museum of Modern Art vele internationale beeldhouwwerken vooral uit de 19e eeuw en de 20e eeuw, waaronder werk van de volgende beeldhouwers:
- Alexander Archipenko
- Umberto Boccioni
- Constantin Brâncuși
- Marcel Duchamp
- Wilhelm Lehmbruck
- Jacques Lipchitz
- Aristide Maillol
- Henri Matisse
- Auguste Rodin
- Medardo Rosso

Het museum biedt plaats aan boekwinkels, restaurants en er is een educatieve afdeling. Er is een documentatiecentrum voor moderne kunst. Rondleidingen kunnen o.a. gevolgd worden door middel van een audiotour.